# 美唄自動車学校
株式会社美唄自動車学校（びばいじどうしゃがっこう）は北海道美唄市にあるバス事業者、北海道公安委員会指定自動車教習所を運営する企業。

## 所在地
- 北海道美唄市字美唄1443-14
- 美自校ツアーズ本社：美唄市東1条南3丁目2-17

## 自動車教習所部門
1961年に「美唄自動車練習場」として設立され、1964年に北海道公安委員会の指定を受ける。1979年に校舎を改築し現在の名称となり、ピークとなる1980年頃には約900人の普通免許取得者を数えたが、その後2000年代には半分ほどの取得者に留まり多角化戦略により経営を維持している。

### 取扱免許
- 普通自動車（AT・MT）
- 中型自動二輪車（AT・MT）
- 大型自動二輪車（AT・MT）
- 大型特殊自動車

### 教習車両
- 普通自動車  - 三菱ランサー他

## バス事業

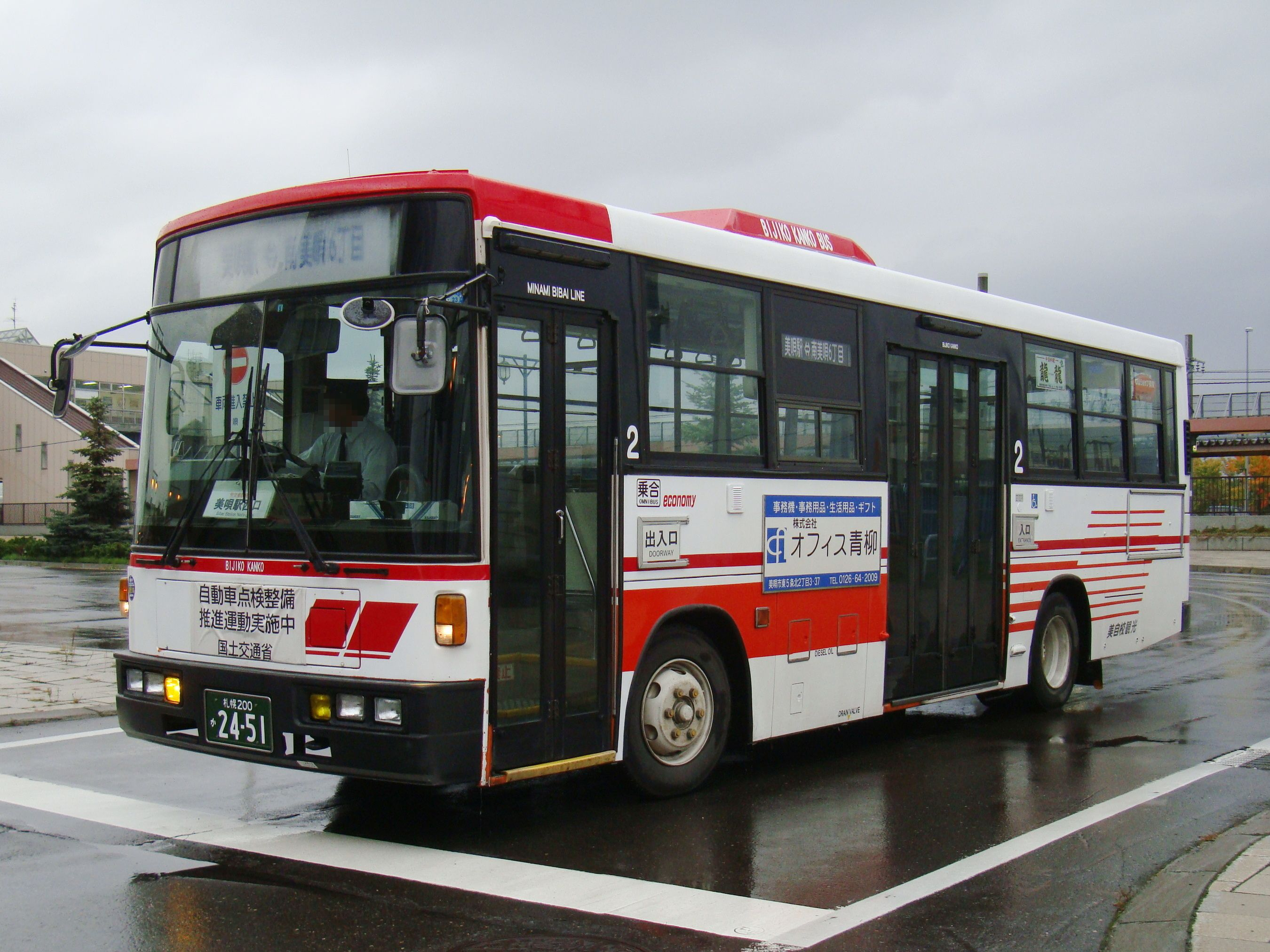
乗合バス車両

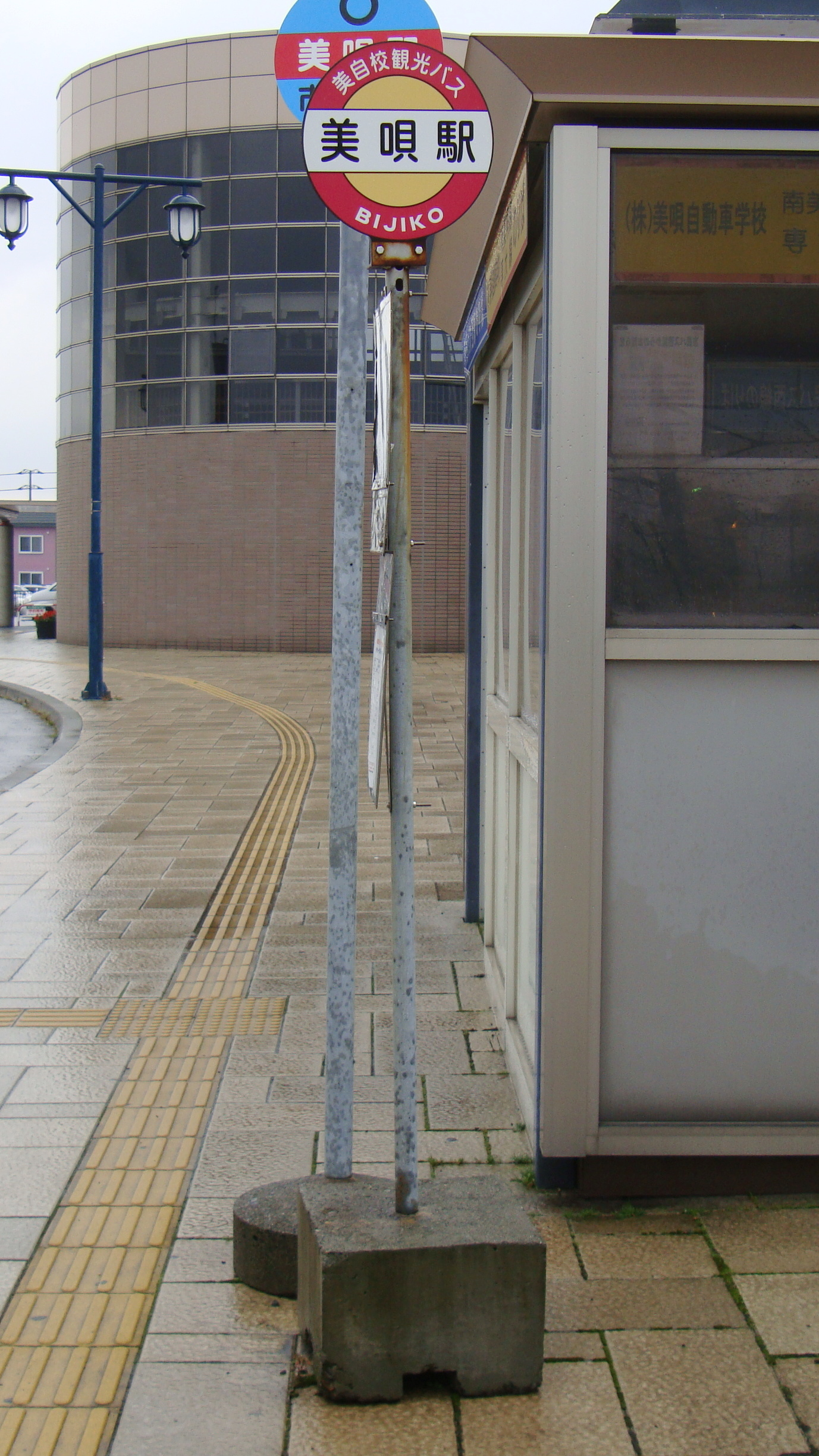
バス停留所

2003年から貸切バス事業に参入し、「美自校観光バス」として、乗合バス・貸切バス事業を手がけている。路線バス車両は2017年（平成29年）3月31日現在で3台、貸切バス車両は24台登録されている。
自社運行路線のほか、美唄市民バス（一部路線）、奈井江町が運行する奈井江町営バス（2008年4月より）の運行を受託している。

### 路線バス
南美唄線ならびに専大線は、北海道中央バスの美唄市内線撤退に伴い、2005年4月より路線を引き継いで運行しているものである。

#### 南美唄線
- 国道経由：美唄駅前 - 4丁目 - 美唄高校 - 東3条通 - 田園町 - 土地改良区 - 栄町 - 南美唄中央 - 南美唄1丁目 - 南美唄3丁目 - 南美唄5丁目 - 南美唄6丁目
- 官舎経由：美唄駅前 - 郷土資料館 - 市役所 - 西3条南5丁目 - 官舎前 - 美唄高校 - 東3条通 - 田園町 - 土地改良区 - 栄町 - 南美唄中央 - 南美唄1丁目 - 南美唄3丁目 - 南美唄5丁目 - 南美唄6丁目
- 労災経由：美唄駅前 - 旭通2条 - 旭通3条 - 労災病院 - 東5条南5丁目 - ゆたか会館前 - 東4条南6丁目 - 田園町 - 土地改良区 - 栄町 - 南美唄中央 - 南美唄1丁目 - 南美唄3丁目 - 南美唄5丁目 - 南美唄6丁目

一部の便は運行経路が異なる。

#### 専大線（廃止）
- 美唄駅前 - 4丁目 - 美唄高校 - 沼貝寺 - 進徳 - 25年兵 - 21線 - 専大入口 - 林業試験場 - 東山 - 専大前

平日5往復、土曜3往復運行。日曜・祝日・休校日は全便運休。
専大（専修大学北海道短期大学）が2011年（平成23年）度から学生の募集を停止しており、今後も利用者の減少が見込まれることから、2012年（平成24年）3月末をもって廃止された。

#### 月形浦臼線

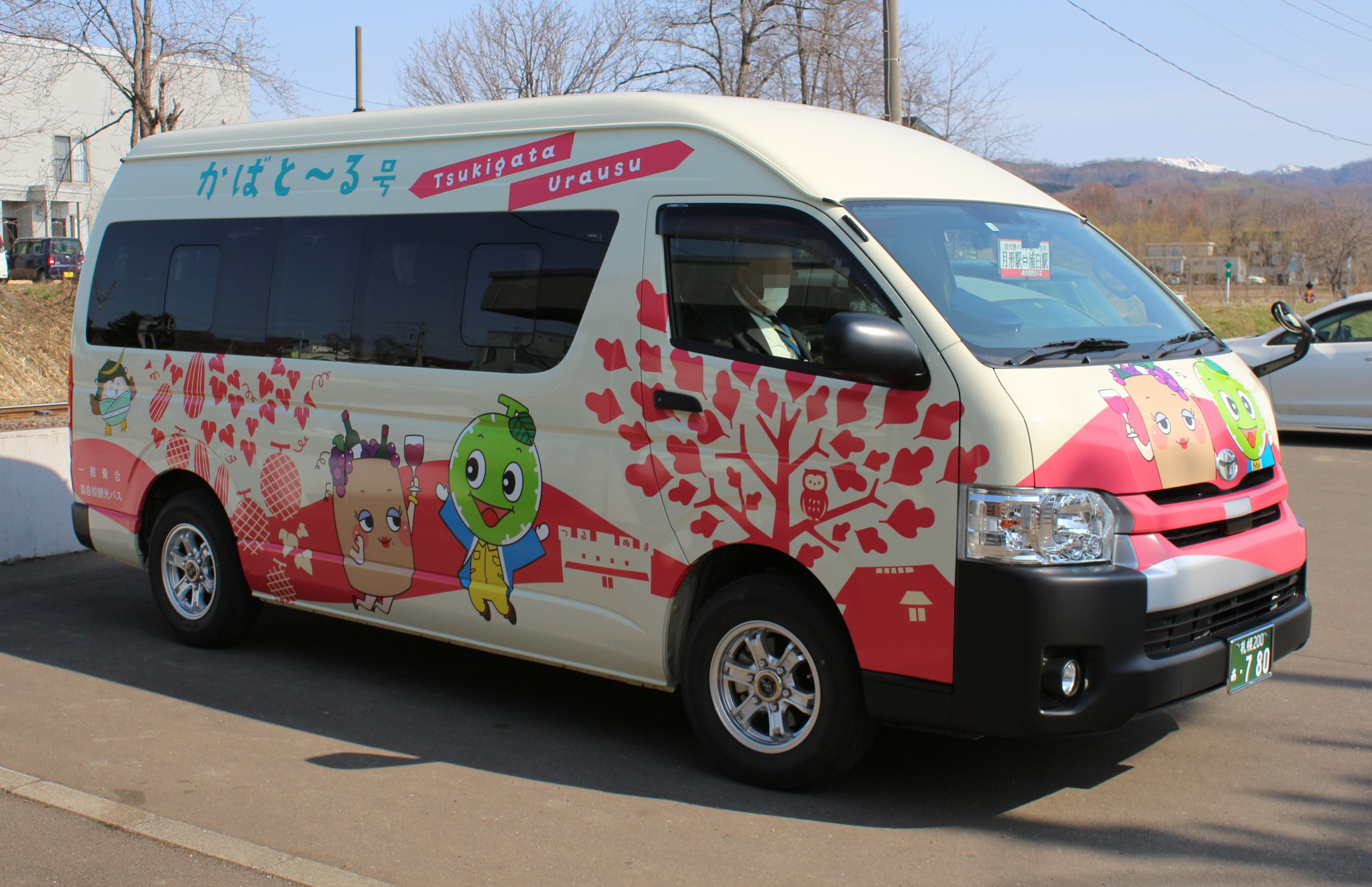
かばと～る号

- 月形駅 - 月形高校 - 月形役場 - 月形温泉（一部便は経由せず） - 刑務所前 - 札比内駅前 - 晩生内市街（晩生内駅最寄） - 札的駅通 - 浦臼駅[8][9]

1日5往復。
北海道旅客鉄道（JR北海道）札沼線（学園都市線）の北海道医療大学駅 - 新十津川駅間が2020年5月6日の運行をもって廃止されることを受け、このうち石狩月形駅 - 浦臼駅の代替として同年4月1日より美唄自動車学校により運行されている路線である。愛称は「かばと～る号」。
車両は専用ラッピング付きのトヨタ・ハイエースを利用する。

#### 浦臼砂川線
- えみる（旧浦臼駅） - 黄臼内 - 鶴沼市街（折り返し） - 黄臼内 - 袋地 - 奈井江駅 - 砂川市立病院（一部便は乗り入れず） - 砂川駅前

奈井江駅 - 砂川駅前のみでの区間利用は不可。1日5往復（土休日は4.5往復）運転されるほか、浦臼町営バスが奈井江→浦臼の区間便を平日のみ2本運行する。
この路線はもともと浦臼町営バスの「新うらうす線」として浦臼駅 - 奈井江駅が運行されていたものの、2022年10月1日に運行主体を美唄自動車学校に変更するとともに、運転区間を砂川駅まで延長したものである。さらにそれ以前は、ジェイ・アール北海道バスが2003年まで「石狩線」として運行していた路線の一部であった。
もとは全便が美唄自動車学校の運転であったものの、2024年4月1日のダイヤ改正で、平日のみ2本運行される奈井江→浦臼の区間便は浦臼町営バスでの運行となったほか、「浦臼駅」停留所が「えみる」に改称された。

### 貸切バス
2003年4月に破産した芦別市の「空知観光バス」の車両5台など7台と2002年3月に廃業した美鉄バスのOB社員により、2003年8月に参入。貸切バス事業は、通常は札幌運輸支局管内、旭川運輸支局管内のうち旭川市、深川市、富良野市、空知郡、雨竜郡、上川郡 (石狩国)、勇払郡での発着が認められているが、貸切バス事業者安全性評価認定制度による優良事業者に限定した営業区域の弾力的な運用の特例で、2025年（令和7年）4月1日現在北海道全域となっている。

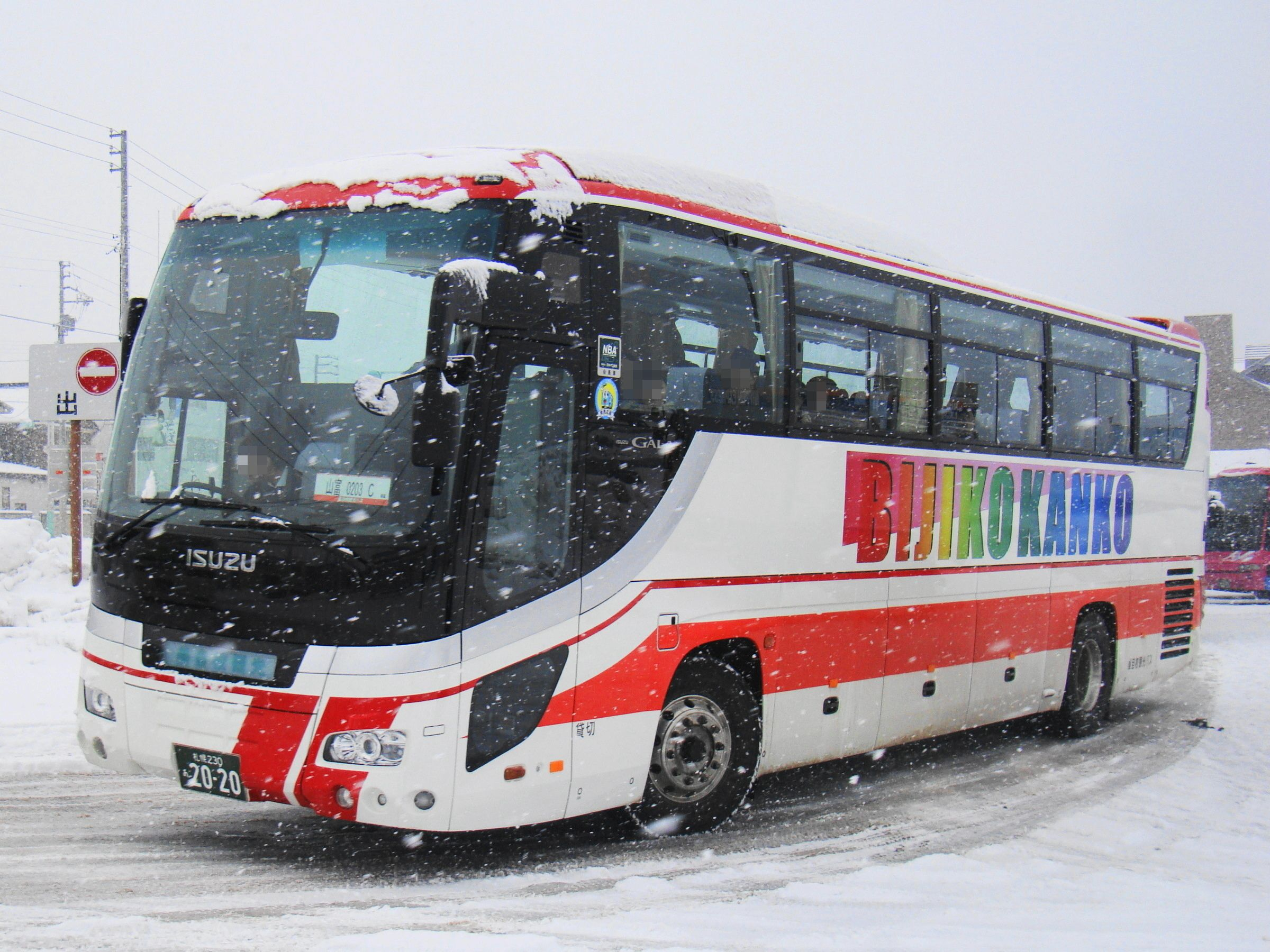
いすゞ・ガーラ
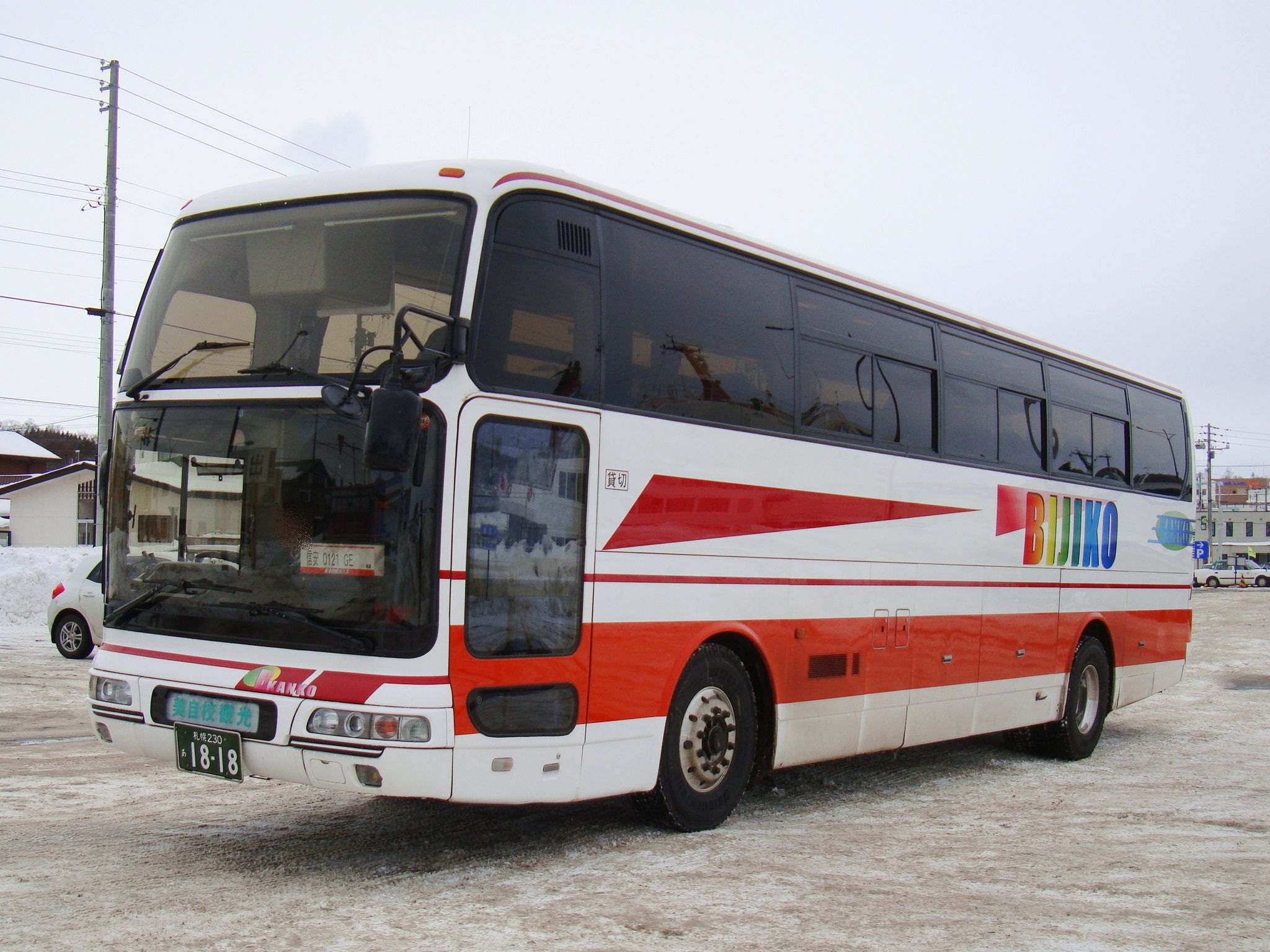
三菱ふそう・エアロクィーンII
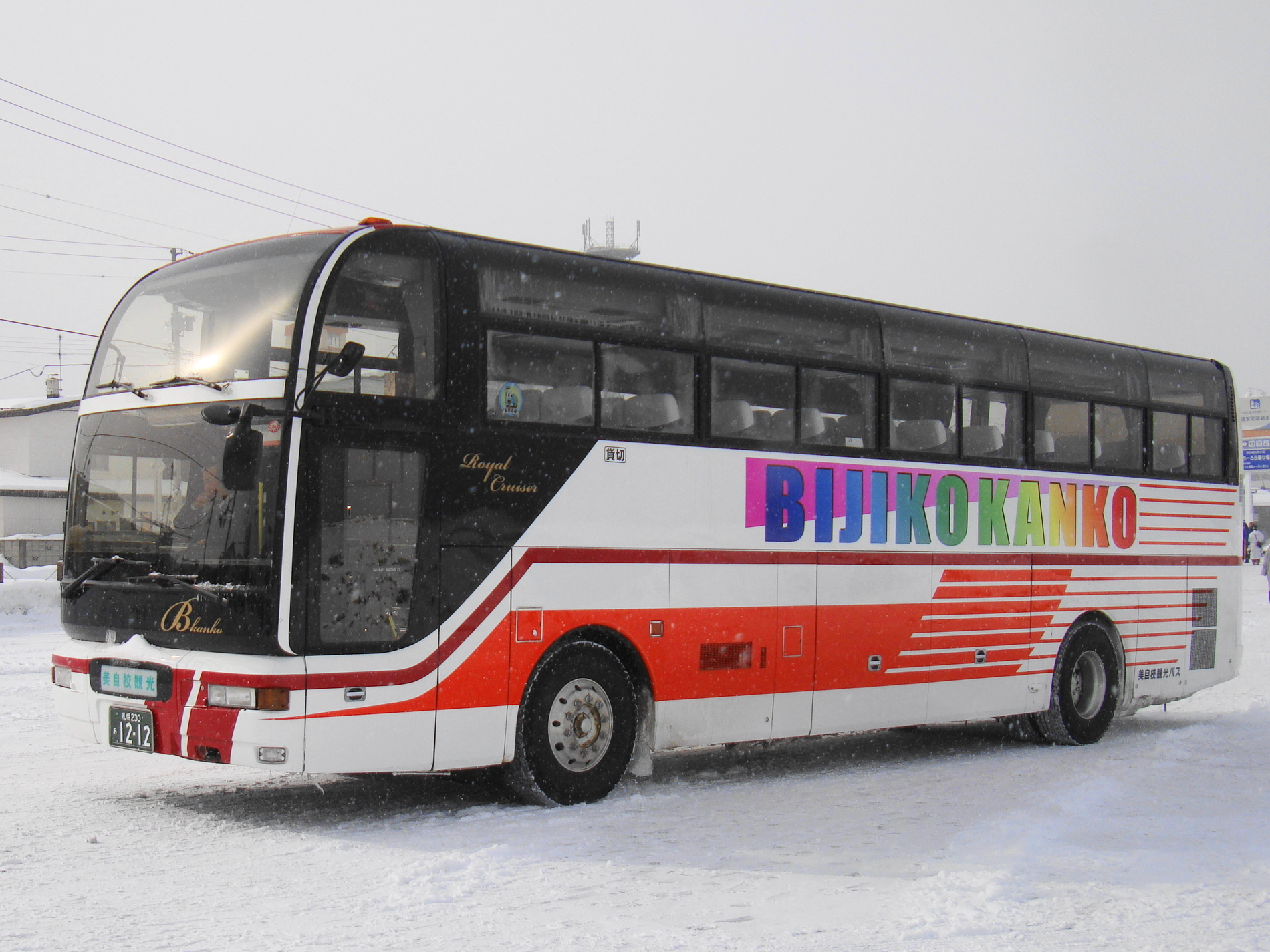
日野・セレガ
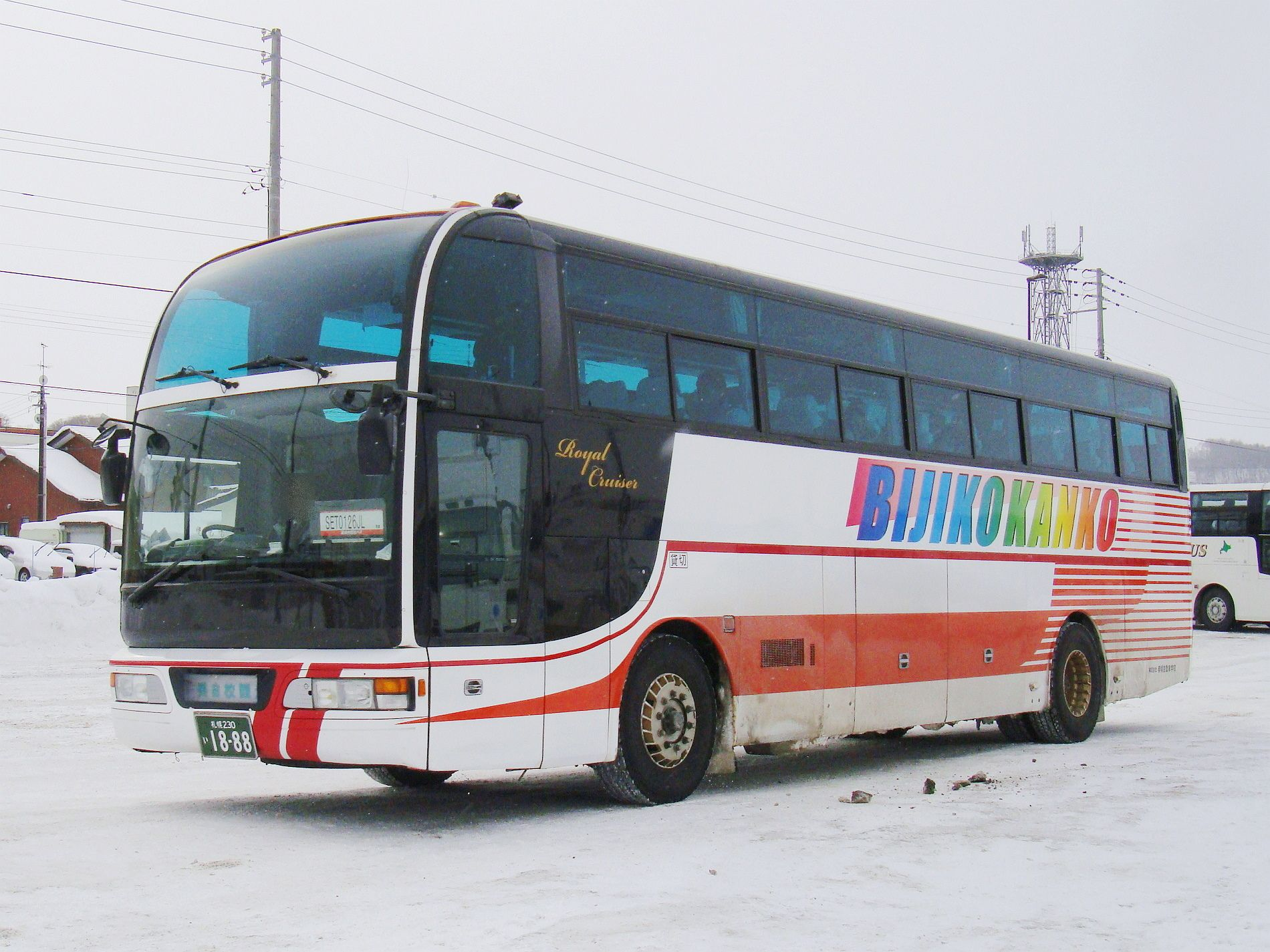
日産ディーゼル（現UDトラックス）・スペースウィング

## 旅行事業
JALセールスの元社員が美自校に入社したことをきっかけに、2008年より「美自校ツアーズ」のブランド名で旅行業に参入。美唄市HOTEL BIJIKO内に本店、岩見沢と千歳に支店を設けている。

## ホテル事業
2017年に美唄駅近辺の美唄市東1条南3丁目の市有地と北海道中央バス所有地を取得し5階建37室のホテルを2018年より建設。工事費は約7億円でうち4000万円を国の地域経済循環創造事業交付金と市の補助金で賄った。2020年3月1日に「HOTEL BIJIKO」（ホテル・ビジコー）として開業。ロゴマークは漢字の「美」と五線譜のイメージを掛け合わせ、カラーリングは外装に用いた銅板張りをイメージしたものとした。
1階はフロントと道内食材を用いた和食中心のレストラン、2階はビジネス客向け客室、3階以上は観光客向け客室とし最上階にはアルテピアッツァ美唄に関係する外国人客を想定した安田侃の彫刻作品の写真などを設置した特別室を設ける構造とした。
館内施設（1階）
- 観光案内所・交流スペース「自遊空間」
- レストラン「旬美亭」
- エステティックサロン「Mai」

## 商業施設事業
美唄市東1条南1丁目に商業ゾーン「美唄駅前活性化センター」を2019年11月28日に開設。既存の2階建てビルを「美唄フォレストセンター」として改装し1階に自社運営の駄菓子屋「CANDY」とテナント2店舗・2階に貸室の多目的ホールと和室を設け、新築の平屋建て店舗にハマナスクラブ美唄駅前店とコインランドリーが入居する。

## 関連会社
| ビジコーの事務所と車両 |  | ビジコーの事務所と車両 |
| ビジコーの事務所と車両 |  |                        |

株式会社ビジコー
乗用事業を行う。通称ビジコータクシー。
美唄北星ハイヤーから事業譲渡を受け参入、本社が置かれていた旧北海道中央バス美唄ターミナル隣接地に事務所を構える。